# Cave Story

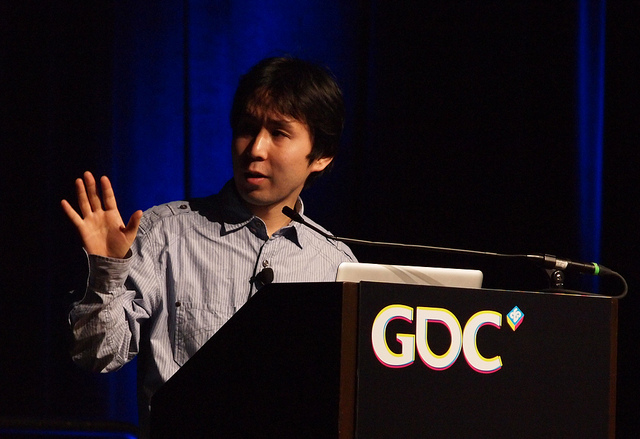
Daisuke „Pixel“ Amaya spricht auf der Game Developers Conference 2011.

Cave Story (jap. 洞窟物語 Dōkutsu Monogatari) ist ein Metroidvania-Computerspiel in 2D-Grafik, das 2004 für den PC erschienen ist. Das Freeware-Spiel wurde über einen Zeitraum von 5 Jahren von Studio Pixel, dem Ein-Mann-Studio von Daisuke „Pixel“ Amaya, entwickelt.
Von Aeon Genesis wurde es mit Billigung des Autors unter dem Titel Cave Story ins Englische übersetzt. Portierungen auf andere Plattformen wie Mac OS X, PSP, GP2X, Linux, Xbox, TI-83/84 und AmigaOS folgten in den darauffolgenden Jahren durch Hobbyentwickler. Eine kommerzielle Version mit überarbeiteten Grafiken wurde 2008 für WiiWare angekündigt, erschien im März 2010 in Nordamerika und im Dezember 2010 in Europa. Zudem erschien es im November für Nintendo DSi als DSiWare in Nordamerika.

## Handlung
Der Androide Quote erwacht ohne Erinnerungen in einer unterirdischen Höhle. Kurz darauf entdeckt er ein Dorf, das von tierähnlichen Humanoiden, den Mimigas, bewohnt wird. Diese werden vom Doktor bedroht und verfolgt. Zwei der Untertanen des Doktors – die Hexe Misery und Balrog – sind auf der Suche nach einem Mimiga namens Sue; nehmen jedoch aus Versehen den Mimiga Toroko gefangen. Das Hauptziel des Spiels ist nun Sue zu retten, die Mimigas vor dem Doktor zu beschützen und aus der Höhle zu flüchten.

### Charaktere
Quote ist der stille Hauptcharakter, den der Spieler kontrolliert.
Curly Brace ist ein weiblicher Roboter, der die Mimigas beschützen will.
Sue Sakamoto (坂本 数) ist die Tochter von Momorin Sakamoto, die schon von Anfang an nicht einen Fuß auf die Insel setzen wollte. Sie wurde von Misery in eine Mimiga verwandelt.
Kazuma Sakamoto (坂本 数馬) ist Sues Bruder und Spezialist für die Sky Dragons.
Momorin Sakamoto (坂本 百鈴) ist Raketenforscherin und die Mutter von Sue und Kazuma. Sie wollte ihre Kinder nicht mit auf die Insel nehmen, will sie aber auch nicht alleine lassen.
Fuyuhiko Date (伊達 冬彦) – der „Doktor“ – ist der Herr der sogenannten Demon Crown. Er hat es sich zum Ziel gesetzt, die Mimigas mit roten Blumen zu füttern und sie somit in unbarmherzige Killermaschinen zu verwandeln.
Jenka (von Jenkka, was auch als Hintergrundmusik in ihrem Haus gespielt wird) ist eine alte Hexe, die schon seit langer Zeit auf der Insel lebt. Sie wohnt in der Sand Zone und kümmert sich um die Aufzucht ihrer Hündchen.
Misery, die Hexe, untersteht dem Doktor und ist die Tochter von Jenka. Da sie zur Erschaffung der Demon Crown beigetragen hat, ist sie dazu verdammt demjenigen Folge zu leisten, der sie trägt.
Balrog ist Miserys „Sandsack“ und erscheint während des Spiels einige Male als Bossgegner. Durch den Fluch der Demon Crown ist er daran gebunden, für den Doktor zu kämpfen, jedoch kommt er dem Spieler auch in einigen Situationen zur Hilfe.
Ballos ist der wirkliche Antagonist des Spiels, Erschaffer der Demon Crown, der jüngere Bruder von Jenka und Onkel von Misery. Es sind bestimmte Handlungen im Verlauf des Spiels notwendig, um gegen ihn antreten und das „beste“ Ende kriegen zu können.
Arthur ist der legendäre Held der Mimigas. Er kämpfte stets gegen das Böse, wurde jedoch vor Beginn des Spiels mit großer Wahrscheinlichkeit vom Doktor und seinen Schergen umgebracht.
King übernimmt nach dem Tod Arthurs die Rolle des neuen Anführers des Mimiga-Dorfs. Er fühlt sich für Toroko verantwortlich. King will Sue aus dem Dorf vertreiben, da sie eine Außenseiterin ist und sie genau zu dem Zeitpunkt der Angriffe des Doktors erschien. Er stirbt beim Versuch Toroko zu retten, übergibt sein mächtiges Schwert jedoch noch vorher an Quote, um ihn zu rächen.
Jack ist die Nummer 2 im Dorf. Er trägt eine dicke Brille und eine Uschanka mit einem Flügelsymbol.
Toroko ist eine Mimiga, die Sue akzeptiert und sich mit ihr anfreundet. Sie ist die jüngere Schwester von Arthur.

## Spielprinzip
Die Spielfigur bewegt sich nach dem Prinzip eines Side-Scrollers über den Bildschirm und ist in der Lage zu springen und seine Gegner mit Waffen zu bekämpfen. Während des Spielverlaufs kann der Spieler verschiedene Waffen und Items einsammeln und eintauschen. Der Spielverlauf baut ähnlich wie Metroid auf umfangreichen, frei begehbaren Levelabschnitten auf. Neuere Abschnitte werden durch eingesammelte Waffen oder Items zugänglich, so dass ein immer größer werdender Teil der Welt begehbar wird.

## Entwicklungs- und Veröffentlichungsgeschichte

### WiiWare
Cave Story erschien im März 2010 in Nordamerika für Wii als WiiWare. Diese vom Independent-Spieleentwickler Nicalis portierte Version enthielt „neue, exklusive Inhalte“ und von Amaya neugezeichnete Charaktere sowie Breitbild- und 480p-Unterstützung. Das Spiel bietet eine erweiterte Grafik und einen überarbeiteten Soundtrack. Gleichzeitig ist der Spieler in der Lage, alte und neue Grafik/Musik miteinander zu kombinieren. Die Veröffentlichung in Europa erfolgte im Dezember 2010. Eine ähnliche Version wurde als Cave Story+ auf Mac und Windows-PC portiert und 2011 veröffentlicht.

### DSiWare
Am 29. November 2010 erschien Cave Story in Nordamerika für Nintendo DSi als DSiWare. Bis auf einige entfernte Soundeffekte und die Verlagerung des Inventars auf den Touchscreen ist diese Version mit der auf dem PC inhaltsgleich. Ein Release-Termin für Europa ist nicht bekannt.

### 3DS
Cave Story 3D wurde von Grund auf neuentwickelt und bekam eine neue Grafik mit 3D-Modellen verpasst. Zudem hat Nicalis angekündigt Cave Story+, welches auch bei Steam erhältlich ist, für Nintendo 3DS zu portieren.

## Rezeption
Die Kritiken zu Cave Story fielen sehr positiv aus. Gelobt wurde insbesondere der für ein Freeware-Spiel unübliche Umfang, der problemlos mit kommerziellen Top-Titeln im selben Genre mithalten konnte.

“Then there's a game like Doukutsu Monogatari, or Cave Story, which is so massive that it rivals modern GBA Castlevania and Metroid games in terms of scope and play time.”

„Und dann gibt es ein Spiel wie Doukutsu Monogatari oder Cave Story, das so stark ist, dass es modernen GBA-Castlevania- und Metroid-Spielen in Bezug auf Umfang und Spielzeit Konkurrenz macht.“

“How does one even begin to do justice to Cave Story? Lengthy, clever, and beautiful, this incredible Metroid-esque side scroller is not only one of the single best indie games ever made, but also one of the most important.”

„Wie verfängt man überhaupt an, um Cave Story gerecht zu werden? Lang, clever und wunderschön – dieser Metroid-artige Side-Scroller ist nicht nur eines der besten Indie-Spiele, das je gemacht wurde, sondern auch eins der wichtigsten.“